# سینیگر
سینیگر (به بلغاری: Siniger) یک منطقهٔ مسکونی در بلغارستان است که در شهرستان کروموفگراد واقع شده‌است.